# Чурлу, Мамут Юсуфович
Мамут Юсуфович Чурлу (1 марта 1946, Фергана — 17 февраля 2025, Крым) — советский, украинский и российский художник, мастер декоративно-прикладного искусства и фотограф крымскотатарского происхождения. Заслуженный художник Украины (2010). Член Союзов художников СССР (1988) и России (2014).

## Биография
Родился 1 марта 1946 года в Фергане в семье депортированных крымских татар. Его прадед получил фамилию Чурлу от прозвища (лагапа) за искусное подражание пению птиц. Мамут начал рисовать в детстве. Соседкой его семьи являлась троюродная сестра Ильи Эренбурга, журналистка Вера Выдрина, приносившая Мамуту книги из своей коллекции.
Окончил Ферганское музыкальное училище по специальности «теория музыки» в 1965 году, а спустя пять лет — Новосибирскую консерваторию имени М. И. Глинки по специальности «музыковед». Большое влияние на него оказали работы художника Николая Грицюка. В 1975 году Чурлу организовал в Фергане художественное отделение детской школы искусств, где преподавал до 1980 года. Параллельно, с 1976 по 1980 год, учится у монументалистов Василия Крылова и Юрия Абоимова. В 1980 году окончил Ферганское училище искусств по специальности «художественное оформление». В это время он начал работать с гобеленом, а в 1987 году перешёл на живопись. Участвовал в декорировании интерьеров профилактория при Дворце металлургов и Доме молодёжи в Ташкенте.
С 1983 по 1986 год являлся преподавателем композиции на отделении художественного оформления Ферганского училища искусств. В 1988 году был принят в Союз художников СССР. Участник симпозиумов ЮНЕСКО по ковроткачеству, прошедших в Баку (1983) и Ленинграде (1988).
В 1987 году впервые оказался в Крыму, будучи в командировке в Гурзуфе в Доме художника имени К. Коровина. После этого разработал серию живописных произведений «Бахчисарай — моя родина» (1987—1999), которая имела социально-политических подтекст. В 1989 году, во время процесса возвращения крымских татар в Крым, переезжает на полуостров, где в 1990 году становится членом правления Крымскотатарского фонда культуры.

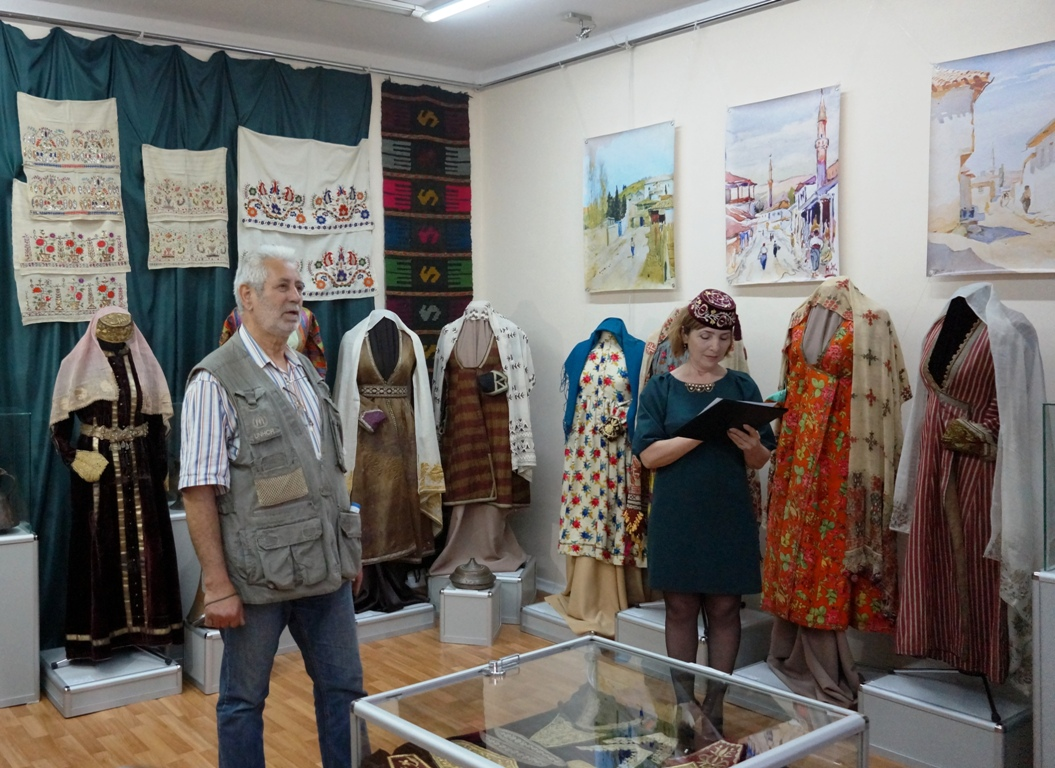
Мамут Чурлу в 2016 году

Участвовал в пикетах у здания обкома партии в Симферополе с требованием предоставить землю крымским татарам для постройки домов. Чурлу получил право на постройку дома в селе Перевальное в феврале 1990 года и сумел завершить его сооружение за один год. В это же время занимался оформлением профилактория Керченского судостроительного комбината. Является одним из создателей Крымскотатарской национальной галереи (сейчас — Крымскотатарский музей культурно-исторического наследия) и Ассоциации крымскотатарских художников.
В 1996 году провёл работу по возрождению традиций крымскотатарских килимов, которую финансировал американский фонд Counterpart International. В 1997 году начал трудиться над крымскотатарским стилем росписи керамических изделий. По его инициативе была открыта творческая группа «Чатыр-Даг». Одним из его учеников является художник-керамист и гончар Рустем Скибин.
С 2014 года — член Союза художников России. В 2015 году по его проекту в Белогорске были выполнены интерьеры и ландшафты вокруг мечети и ресторана «Ак-Кая», в Бахчисарае он стал автором интерьера в кафе «Гузель». На трассе Симферополь — Феодосия установлена декоративная скульптура чебуреку, выполненная по эскизу Мамута Чурлу.
5 октября 2018 года включён в состав художественно-экспертного совета Республики Крым по народным художественным промыслам.
Умер 17 февраля 2025 года в Крыму в возрасте 78 лет.

## Награды и звания
- Премия имени Исмаила Гаспринского Ассоциации национальных обществ Крыма (1999)[4]
- Заслуженный художник Украины (2010)[4]